# Zamieszki White Night

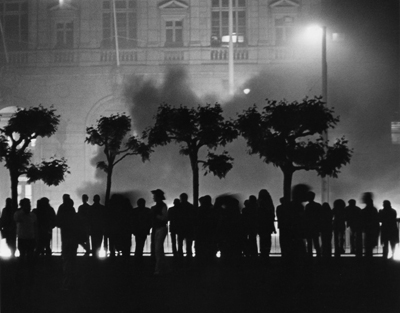
Uczestnicy zamieszek 21 maja 1979, przed City Hall

Zamieszki White Night były serią gwałtownych zamieszek wywołanych ogłoszeniem łagodnego wyroku Dana White’a za zabójstwa burmistrza San Francisco George’a Moscone’a i Harveya Milka, członka rady nadzorczej miasta, który był jednym z pierwszych otwartych gejów na stanowiskach urzędniczych w Stanach Zjednoczonych. Wydarzenia miały miejsce w nocy 21 maja 1979 r. (W noc poprzedzającą 49. urodziny Milka) w San Francisco. Wcześniej tego samego dnia White został skazany za zabójstwo w afekcie, najlżejszy możliwy wyrok za jego działania. To, że White nie został skazany za morderstwo pierwszego stopnia (o które go pierwotnie oskarżono), tak oburzyło społeczność LGBT miasta, że wywołało najbardziej brutalną reakcję gejowskich Amerykanów od czasu zamieszek w Stonewall w Nowym Jorku w 1969 roku (co stanowiło początek nowoczesnego ruchu praw gejowskich w Stanach Zjednoczonych).
Społeczność LGBT w San Francisco miała długotrwały konflikt z Departamentem Policji w San Francisco. Status White’a jako byłego policjanta zintensyfikował gniew społeczności na SFPD. Wstępne demonstracje odbyły się jako pokojowy marsz przez dzielnicę Castro w San Francisco. Po przybyciu tłumu do ratusza w San Francisco rozpoczęła się przemoc. Wydarzenia spowodowały setki tysięcy dolarów szkód majątkowych ratusza i okolic, a także obrażenia policjantów i uczestników zamieszek.
Kilka godzin po rozpadzie zamieszek policja dokonała odwetowego nalotu na bar gejowski w dzielnicy Castro w San Francisco. Wielu klientów zostało pobitych przez policję w ekwipunku. W trakcie nalotu dokonano dwóch tuzinów aresztowań, a kilka osób pozwało później SFPD.
W kolejnych dniach przywódcy społeczności LGBT odmówili przeprosin za wydarzenia tamtej nocy. Doprowadziło to do zwiększenia mobilizacji politycznej w społeczności gejowskiej, co doprowadziło do wyboru burmistrza Dianne Feinstein na pełną kadencję w listopadzie następnego roku. W odpowiedzi na obietnicę z kampanii wyborczej Feinstein powołała pro-LGBT szefa policji, który zwiększył rekrutację osób LGBT w policji i złagodził napięcia.

## Zamieszki

### Wyrok Dana White’a
W dniu 21 maja 1979 r. White został uznany winnym zabójstwa w afekcie burmistrza Moscone’a i nadzorcy Milka. Prokurator poprosił o ustalenie morderstwa pierwszego stopnia ze „szczególnymi okolicznościami”, co pozwoliłoby na karę śmierci zgodnie z niedawno przyjętym prawem karnym w Kalifornii, Proposition 7. „Szczególne okoliczności” przypuszczalne w tym przypadku polegały na tym, że burmistrz Moscone został zabity, aby zablokować wyznaczenie kogoś, kto miał zasiąść w fotelu miejskiego nadzorcy, z którego zrezygnował Dan White, a także że zabito kilkoro ludzi.
Wyrok White’a został zredukowany po części z powodu tak zwanej obrony Twinkie, wyroku, który wywołał oburzenie w społeczności. „Obrona Twinkies” została przedstawiona przez psychiatrę ławie przysięgłych, stwierdzając, że White ma zmniejszoną zdolność z powodu depresji, której dowodem miały być obfite ilości spożywanego śmieciowego jedzenia. Ława przysięgłych usłyszała nagranie taśmowe spowiedzi White’a, która polegała na bardzo emocjonalnej przemowie na temat presji, jakiej był poddany, a członkowie ławy przysięgłych płakali ze współczucia dla oskarżonego. White reprezentował „starą straż” San Francisco, która była ostrożna wobec napływu mniejszości do miasta i reprezentowała bardziej konserwatywny, tradycyjny pogląd, według którego bardziej liberalne siły w mieście, jak Moscone i Milk, były postrzegane jako erozyjne. Departament Policji w San Francisco wspólnie ze strażą pożarną zebrał ponad 100 000 $ na obronę White’a, co wywołało gniew społeczności LGBT. White otrzymał wyrok skazujący za najmniej poważne przestępstwo, zabójstwo w afekcie i skazany na siedem lat i osiem miesięcy w więzieniu Soledad. Z dobrym zachowaniem miał szansę zostać zwolniony po odbyciu dwóch trzecich kary, około pięciu lat. Po usłyszeniu werdyktu prokurator okręgowy Joseph Freitas, Jr., powiedział: „To była zła decyzja. Ława przysięgłych była przytłoczona emocjami i nie analizowała dostatecznie dowodów na to, że było to celowe, obliczone morderstwo.” W obronie swojego klienta, adwokat White’a Douglas Schmidt stwierdził, że White „jest pełen wyrzutów sumienia i myślę, że jest w bardzo złym stanie”.
White potwierdził później, że zabójstwa zostały zaplanowane. W 1984 r. Powiedział byłemu inspektorowi policji Frankowi Falzonowi, że nie tylko planował zabić Moscone i Milka, ale także członka zgromadzenia Williego Browna i nadzorczynię Carol Ruth Silver. Uważał, że czterej politycy próbowali zablokować jego przywrócenie na stanowisko inspektora. Falzon zacytował White’a, mówiąc: „Byłem na misji. Chciałem czterech z nich. Carol Ruth Silver, była największym wężem... i Willie Brown, on wszystko robił.”

### Marsz przez Castro
Dowiedziawszy się o werdykcie, przyjaciel i działacz Milk, Cleve Jones, zwrócił się do publiczności około 500 osób, które zebrały się na ulicy Castro, mówiąc im o werdykcie. Z okrzykami „Z barów i na ulice” Jones poprowadził tłum w dół ulicy Castro, a jego liczby wzmocniły osoby wychodzące z każdego baru. Tłum krążył wokół i ponownie maszerował przez Castro, licząc około 1500 osób.

### Przemoc w ratuszu

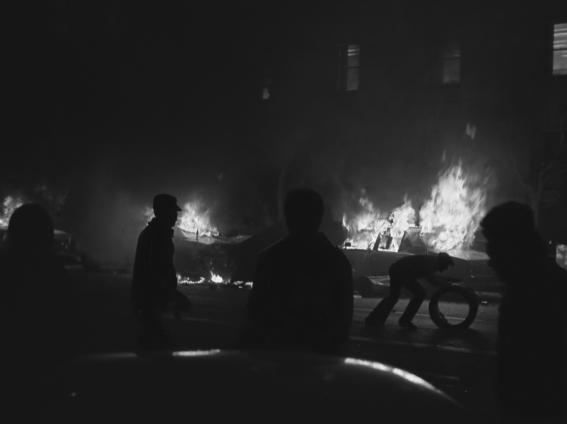
Uczestnicy zamieszek powodujący szkody majątkowe w Civic Center Plaza. Płonące krążowniki policyjne są widoczne w tle. Autor: Daniel Nicoletta.

Gdy tłum dotarł do ratusza, jego liczba wzrosła do ponad 5000. Protestujący wykrzykiwali hasła takie jak „Kill Dan White!” i „Dump Dianne!”, nawiązanie do burmistrza Dianne Feinstein. Garstka funkcjonariuszy policji na miejscu zdarzenia nie była pewna, jak sobie poradzić z sytuacją, a departament policji, który nie był przyzwyczajony do gniewnego tłumu osób LGBT, był podobnie niepewny, jak postępować. Protestujący byli przekonani, że policja i prokuratura spiskowały, aby uniknąć surowego wyroku dla White’a, chociaż prokurator Thomas Norman odmawiał tego wielokrotnie aż do śmierci.
Członkowie tłumu wyrwali pozłacane ornamenty z kutych żelaznych drzwi budynku, a następnie wykorzystali je do rozbicia okien na pierwszym piętrze. Kilku przyjaciół Harveya Milka monitorowało i próbowało powstrzymać tłum, w tym długoletni partner Milka, Scott Smith. Po północnej stronie Civic Center pojawiła się formacja policji, a ci, którzy próbowali powstrzymać tłum, usiedli, wdzięczni za posiłki. Funkcjonariusze nie powstrzymali się jednak przed powstrzymaniem tłumu i zamiast tego zaatakowali ich pałkami.
Jeden młody mężczyzna kopnął i rozbił okno samochodu policyjnego, zapalił paczkę zapałek i podpalił tapicerkę. Po krótkim pożarze zbiornik paliwa eksplodował; tuzin kolejnych radiowozów i osiem innych samochodów zostanie zniszczonych w podobny sposób. Zdjęcie na okładce albumu Dead Kennedys 1980 Fresh Fruit for Rotting Vegetables, pokazujące kilka radiowozów w ogniu, zostało zrobione tej nocy. Kilku członków tłumu rzuciło gaz łzawiący, który ukradli z pojazdów policyjnych. Rozpoczęły się zamieszki, w których tłum zakłócił ruch. Tramwaje zostały wyłączone, gdy ich druty napowietrzne zostały rozebrane, i wybuchła przemoc wobec policjantów, którzy byli mniej liczni. Szef policji Charles Gain, stojący w ratuszu, rozkazał oficerom, by nie atakowali i po prostu nie stawali na swoim miejscu.
Burmistrz Feinstein i nadzorczyni Carol Ruth Silver zwróciły się do demonstrantów, próbując rozładować sytuację. Burmistrz Feinstein powiedziała, że otrzymała wiadomość o werdykcie „z niedowierzaniem”, a inspektor Silver stwierdził: „Dan White uniknął konsekwencji morderstwa. To proste.” Silver została ranna, gdy została uderzona przez lecący obiekt. Rannych zostało ponad 140 protestujących.

### Zemsta policji
Po prawie trzech godzinach krzyków z wściekłego tłumu oficerowie ruszyli, by stłumić zamieszki. Policja podobno pokryła swoje odznaki czarną taśmą – uniemożliwiając identyfikację – i zaatakowała uczestników zamieszek. Dziesiątki policjantów wpadło do tłumu, używając gazu łzawiącego, by odepchnąć protestujących od budynku. Policja była zaskoczona oporem, z jakim spotykali się protestujący, którzy próbowali odepchnąć ich za pomocą gałęzi drzew, chromu z autobusów miejskich i asfaltu wyrwanego z ulicy jako broni. Kiedy jeden mężczyzna zapalił ostatni samochód policyjny, krzyknął do reportera: „Upewnij się, że umieściłeś w gazecie, że zjadłem zbyt wiele Twinkies” (jako odniesienie do wykorzystanej w procsie „obrony Twinkies”). Sześćdziesięciu oficerów zostało rannych i dokonano około dwudziestu aresztowań.
Drugim etapem przemocy był nalot policyjny i zamieszki kilka godzin później w gejowskiej dzielnicy Castro, które zdewastowały bar Elephant Walk i zraniły wielu tam przebywających. Po przywróceniu porządku w ratuszu samochody SFPD przewożące dziesiątki oficerów skierowały się do dzielnicy Castro. Funkcjonariusze weszli do baru dla gejów o nazwie Elephant Walk, mimo rozkazów, żeby tego nie robić. Policjanci używali homofobicznych obelg, rozbijali duże szklane szyby w barze i atakowali klientów. Po 15 minutach policja wycofała się z baru i dołączyła do innych oficerów, którzy bezkrytycznie atakowali osoby LGBT na ulicy. Incydent trwał prawie dwie godziny.
Kiedy szef policji Charles Gain dowiedział się o nieautoryzowanym rajdzie na Elephant Walk, natychmiast udał się do miejsca i nakazał swoim ludziom odejść. Później tej nocy niezależny reporter Michael Weiss zobaczył grupę policjantów świętujących w barze w centrum. „Byliśmy w City Hall w dniu, w którym [zabójstwa] miały miejsce i wtedy się uśmiechaliśmy” – wyjaśnił jeden z oficerów. „Byliśmy tam dziś wieczorem i wciąż się uśmiechamy”.
Przynajmniej 61 policjantów i około 100 członków społeczeństwa było hospitalizowanych w trakcie zamieszek. Obywatelska ława przysięgłych zebrała się, aby dowiedzieć się, kto zarządził atak, ale zakończyła się bezskutecznie ugodą obejmującą roszczenia z tytułu obrażeń ciała i odszkodowania.

### Następstwa
Następnego ranka przywódcy społeczności LGBT zebrali się w sali komisji w Centrum Obywatelskim. Przełożony Harry Britt, który zastąpił Milka wraz z bardziej wojującymi gejami z klubu Harvey Milk Democratic Club, jasno dał do zrozumienia, że nikt nie powinien przepraszać za zamieszki. Reporterzy byli zaskoczeni, że urzędnik publiczny akceptuje brutalne akty poprzedniej nocy, oczekując przeprosin od Britta. Kolejne próby znalezienia przywódcy społeczności LGBT, który wydałby oświadczenie przepraszające, okazały się nieskuteczne.
Tego wieczoru, 22 maja, byłyby 49. urodziny Harvey Milka. Urzędnicy miejscy rozważali cofnięcie zezwolenia na rajd zaplanowany na tę noc, ale zdecydowali się go nie obawiać, bojąc się wywołania większej przemocy. Urzędnicy stwierdzili, że wiec może skierować gniew społeczności na coś pozytywnego. Policja z San Francisco i sąsiednich miast została zaalarmowana przez burmistrza Feinstein, a Cleve Jones skoordynował plany awaryjne z policją i przeszkolił 300 monitorów, aby mieć oko na tłum. Około 20 000 osób zgromadziło się na ulicach Castro i Market, gdzie była „złość, ale stłumiona”. Funkcjonariusze monitorowali tłum na odległość, ale tłum angażował się w pokojowe świętowanie życia Milka. Uczestnicy tańczyli do popularnych piosenek disco, pili piwo i odśpiewali hołd dla Milka.
Tej samej nocy przez ponad trzy godziny około stu osób demonstrowało na Sheridan Square na Manhattanie, aby zaprotestować przeciwko werdyktowi. Około 20 oficerów obserwowało protest, który rozpoczął się o 20:00, ale nie dokonano żadnych aresztowań. Dwa dni później zaplanowano czuwanie przy świecach, sponsorowane przez Koalicję na rzecz praw lesbijek i gejów oraz National Gay Task Force.
14 października 1979 r. Od 75 000 do 125 000 osób maszerowało na Waszyngton w sprawie praw gejów. Wielu nosiło portrety Milka i plakaty honorujące jego dziedzictwo. Wiec, coś, co Milk zamierzał zorganizować, był hołdem dla jego życia.
Dan White został zwolniony z więzienia 14 stycznia 1984 r. Po odbyciu pięciu lat siedmioletniego, ośmiomiesięcznego wyroku. Wieczorem po jego uwolnieniu 9000 ludzi maszerowało ulicą Castro i spaliło jego wizerunek. Władze państwowe podobno obawiały się próby zamachu, aw odpowiedzi Scott Smith wezwał ludzi, aby nie stosowali przemocy. Oświadczył: „Harvey był przeciwny karze śmierci. Był osobą bez przemocy.”
White popełnił samobójstwo w wyniku zatrucia tlenkiem węgla 21 października 1985 roku. Połączył gumowy wąż z układem wydechowym swojego samochodu i poprowadził go do wnętrza pojazdu, który wypełnił tlenkiem węgla. Burmistrz Feinstein powiedział: „Ta ostatnia tragedia powinna zakończyć bardzo smutny rozdział w historii tego miasta”. Według Jeffa Walswortha, prawnika z hrabstwa Orange, White wyraził wyrzuty sumienia za zabójstwa w lutym 1984 roku. Inspektor Falzone powiedział, że White nigdy nie wyraził skruchy w jakiejkolwiek formie po śmierci Moscone i Milka.